# Kluci kde ste?
Kluci kde ste? je název hudebního alba české skupiny Tata Bojs, které vyšlo 16. dubna 2007 po dlouhé odmlce. Zhruba tři měsíce před albem vyšel singl nazvaný Pěšáci. Na albu spolupracovala řada hostů, například Filip Nebřenský ze spřátelené skupiny Hm..., nebo již více než deset let neaktivní skupina Ženy. Kromě Pěšáků se na albu objevily písně jako Eko Echo, Trilobeat, Skovka nebo Spáč. Tour k albu proběhla spolu s menšími klubovými koncerty v prosinci 2007.

## Skladby
1. Intro
2. Pěšáci
3. Trilobeat
4. Eko echo
5. Vítací
6. Nedám si, díky
7. Informační
8. Splasklé vzpomínky
9. Skovka
10. Spáč
11. Chudáci
12. Kudu Aditsuh
13. Hlídací